# 塚本神社
塚本神社（つかもとじんじゃ）は、大阪市淀川区塚本に鎮座する神社。

## 祭神
- 素盞嗚尊
- 天照皇大神

## 歴史
西成郡中島村大字塚本村の氏神で、八坂神社と呼ばれた。1610年に京都の八坂神社から分祀（ぶんし）、創建されたという。塚本八坂神社と言ったが、合祀された地から塚本に戻るのを機に現在の名になった。
- 延宝5年（1677年）3月の青山大膳の検地で除地とされる。
- 明治5年（1872年）2月、村社に列す。
- 明治42年（1909年）6月7日、政令により中津の富島神社に合祀される。
- 昭和36年（1961年）に住民の神社復興の機運が高まる。
- 昭和37年（1962年）富島神社より分離独立を承諾される。
- 昭和38年（1963年）7月19日に本殿拝殿が落成。

## 境内
- 塚本稲荷大神

## 交通アクセス
- JR神戸線塚本駅より、東に約7分